# 阿当库尔-勒欧克洛谢
阿当库尔-勒欧克洛谢（法語：Hadancourt-le-Haut-Clocher，法語發音：[adɑ̃kuʁ lə o klɔʃe]）是法国瓦兹省的一个市镇，属于博韦区。

## 地理
阿当库尔-勒欧克洛谢（49°11'5"N, 1°51'23"E）面积8.67 平方千米，位于法国上法蘭西大區瓦兹省，该省份为法国北部内陆省份，北起索姆省，西接厄尔省和滨海塞纳省，南至塞纳-马恩省和瓦兹河谷省，东临埃纳省。
与阿当库尔-勒欧克洛谢接壤的市镇（或旧市镇、城区）包括：布比耶、利耶尔维尔、瑟朗、尼库尔。
阿当库尔-勒欧克洛谢的时区为UTC+01:00、UTC+02:00（夏令时）。

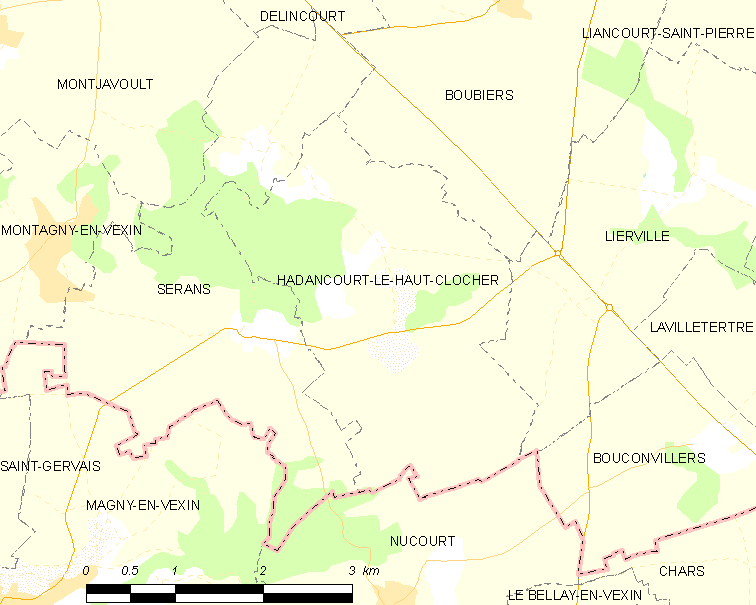
阿当库尔-勒欧克洛谢的OSM定位图

## 行政
阿当库尔-勒欧克洛谢的邮政编码为60240，INSEE市镇编码为60293。

## 政治
阿当库尔-勒欧克洛谢所属的省级选区为韦克桑地区肖蒙县。

## 人口

1962-2008年间阿当库尔-勒欧克洛谢人口变化图示

阿当库尔-勒欧克洛谢于2022年1月1日时的人口数量为379人。